# Тітонька Арі
Тітонька Арі, або Ері (фр. Arie, Airie) — персонаж французького та швейцарського фольклору; добра фея, що живе в горах і опікується людьми. В областях, де існували легенди про тітоньку Арі, вона вважалася також дарувальницею різдвяних подарунків.

## Образ та характеристики
Тітонька Арі відома у фольклорі східної Франції (Франш-Конте и Бургундії) і Швейцарії (кантон Юра), де вважається доброю феєю, яка опікується людьми. В 1854 році французький фольклорист Дезіре Моньє характеризував її так:

Чарівна фея з ясним чолом, люблячим серцем і щедрою, ласкаючою долонею, вона спускається з емпіреїв, де зазвичай перебуває, лише для того, щоб відвідати гостинні хатини і славні будинки, творячи їм добро.
Оригінальний текст (фр.)
Charmante fée au front serein, au cœur aimant, à la main libérale et caressante, elle ne descend de l’empirée, élément où sa divinité fait sa résidence, que pour visiter les cabanes hospitalières et les bonnes maisons où il y a quelque bien à faire.

Описи зовнішності тітоньки Арі різноманітні та суперечливі. Найчастіше говориться, що вона немолода, проте, незважаючи на сивину волосся, обличчя її залишається вічно юною. На відміну від інших фей, до її атрибутів не входить чарівна паличка, а вбрання відрізняються скромністю і простотою. На плечах у неї зазвичай простора накидка, на голові — чепець. Разом з тим тітоньці Арі можуть приписуватися неантропоморфні риси: зокрема, іноді стверджується, що в неї гусячі лапи — про це говорять сліди, які вона залишила на золі, розсипаній місцевими жителями біля її оселі. Крім того, деякі легенди говорять про її здатність перетворюватися на іншу істоту з французької міфології — двоногого дракона вуївра. У спекотні літні дні тітонька Арі любить купатися в прохолодних гірських джерелах, і перед тим, як поринути у воду, залишає на березі свою алмазну корону. Обличчя вуївра вона приймає для того, щоб злякати тих, хто поквапився б на її алмази.
За легендою, тітонька Арі живе в недоступних людині гірських печерах на околицях Бламона, Решезі, Бьорневезена, Бонкура. Її незмінний супутник — віслючок, разом з яким вона подорожує, відвідуючи, в різних подобах, людські житла, щоб ближче дізнатися людей і нагородити тих, хто цього заслуговує. (У деяких легендах говориться, що коли тітонька Арі не потребує свого чотирилапого помічника, то перетворює його на брошку, якою скріплює підлоги плаща.) Стверджується, що тітонька Арі цінує працьовитість і не терпить неробства. Сама вона майстерна прядильниця, тому охоче допомагає старанним дівчатам прясти, проте недбалої дівчині може, навпаки, сплутати пряжу або підмінити шерсть грубим луб'яним волокном. Заохочує вона і селян, що працюють у полі (зокрема непомітно залишає їм пироги власної випічки), і жінок, які ведуть домашнє господарство, і старанних школярів та школярок.

Т. Кюв'є. Тітонька Арі роздає подарунки дітям. 1882

На Різдво, згідно з віруваннями, що існували на території Франш-Конте, саме тітонька Арі приносить подарунки дітям. З XX століття вона сприймається насамперед як різдвяний персонаж, місцевий аналог Пера-Ноеля. Увечері 24 грудня вона залишає гори і, навантаживши віслючка подарунками та ласощами, везе їх дітям, які протягом року були слухняними. Для дітей у різдвяну ніч готують спеціальну «святкову» кімнату, проте входити в неї не можна, поки не пролунає дзвін, що означає, що прибула тітонька Арі зі своїм осликом. За «чарівним» сигналом двері відчиняються і діти вбігають у кімнату, де на них чекають накритий стіл і подарунки, але саму дарительку побачити не можна: вона вважає за краще залишатися невидимою. З тітонькою Арі пов'язане така зимова прикмета: коли Франш-Конте йшов сніг, говорили, що це тітонька Арі рве на клаптики сорочку.
Тітонька Арі незмінно добра і щедра до людей, але може піддати їх випробуванню, з'явившись, наприклад, в образі жебрачки, що просить милостиню, і покарати тих, хто не виявить милосердя. Розповідалося, що якось вона позичила жебраку вдові свого віслючка, а взимку не раз пускала змерзлих людей погрітися у свою печеру. Разом з тим селяни намагалися не наближатися до її житла в нічний час, а вдень залишали тітоньці Арі дари — хліб, молоко та гілки омели.

## Походження

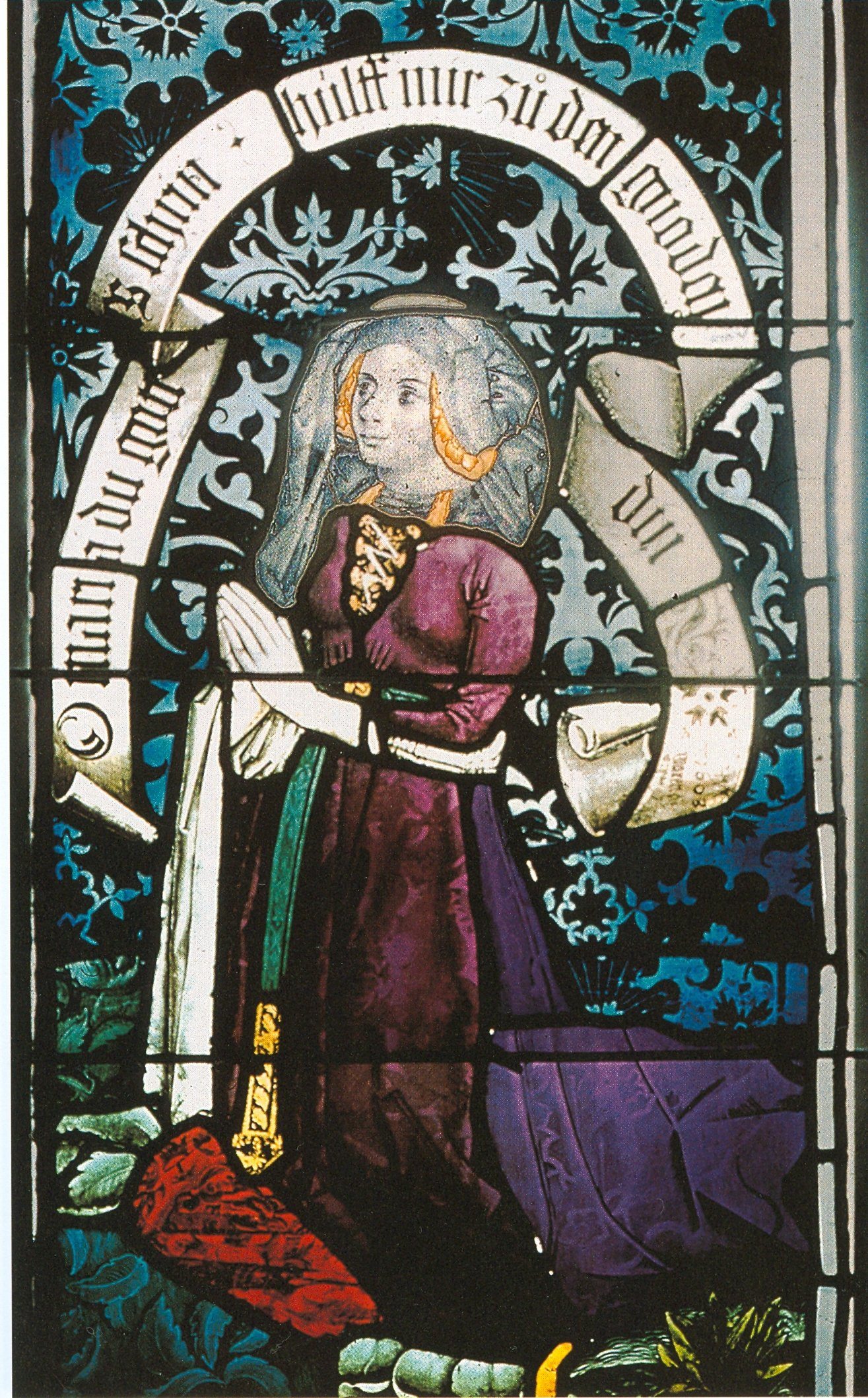
Генрієтта Монбельярдська. Вітраж Колегіальної церкви у Тюбінгені. Ок. 1477

За однією з версій, прообразом персонажа могло бути якесь німецьке чи бургундське жіноче божество чи демон; зазначається, що тітонька Арі має спільні риси з Перхтою та Хольдою. Висловлюються гіпотези про зв'язок з кельтською міфологією (іноді її називають «останньою дочкою друїдів») або римською (варіант імені персонажа — Airie — зводять до латинського aeria 'повітряна', одному з епітетів богині Юнони). Крім того, тітоньку Арі співвідносять з італійською Бефаною: між ними вбачається чимало спільних рис.
Згідно з ще однією версією у персонажа був історичний прообраз: Генрієтта д’Орб, графиня де Монбельяр (1385—1444), дружина Еберхарда IV, графа Вюртембергського, і власниця замку Етобон. Доброта та щедрість графині (чиє ім'я місцеві жителі вимовляли як «Арієтта» або «Ерієтта», або просто Арі/Ері) надовго залишилися в пам'яті народу і згодом породили легенду про добру фею.

## Сучасність
В наш час на території Франш-Конте, як і у всій Франції, головним дарувальником різдвяних подарунків є Пер-Ноель. Проте старовинна традиція підтримується: так, з кінця 1990-х років у Монбельярі тітоньку Арі можна бачити, з 1 по 24 грудня, на місцевому різдвяному базарі. Її зображує її актриса одягнена згідно традиційних уявлень про зовнішній вигляд тітоньки Арі; її супроводжує ослиця на ім'я Маріон. Тітонька Арі роздає дітям солодощі та добрі поради, походжаючи навколо або чекаючи гостей у своїй хатині, яку на час свят будують серед інших різдвяних декорацій.

## Грот тітоньки Арі

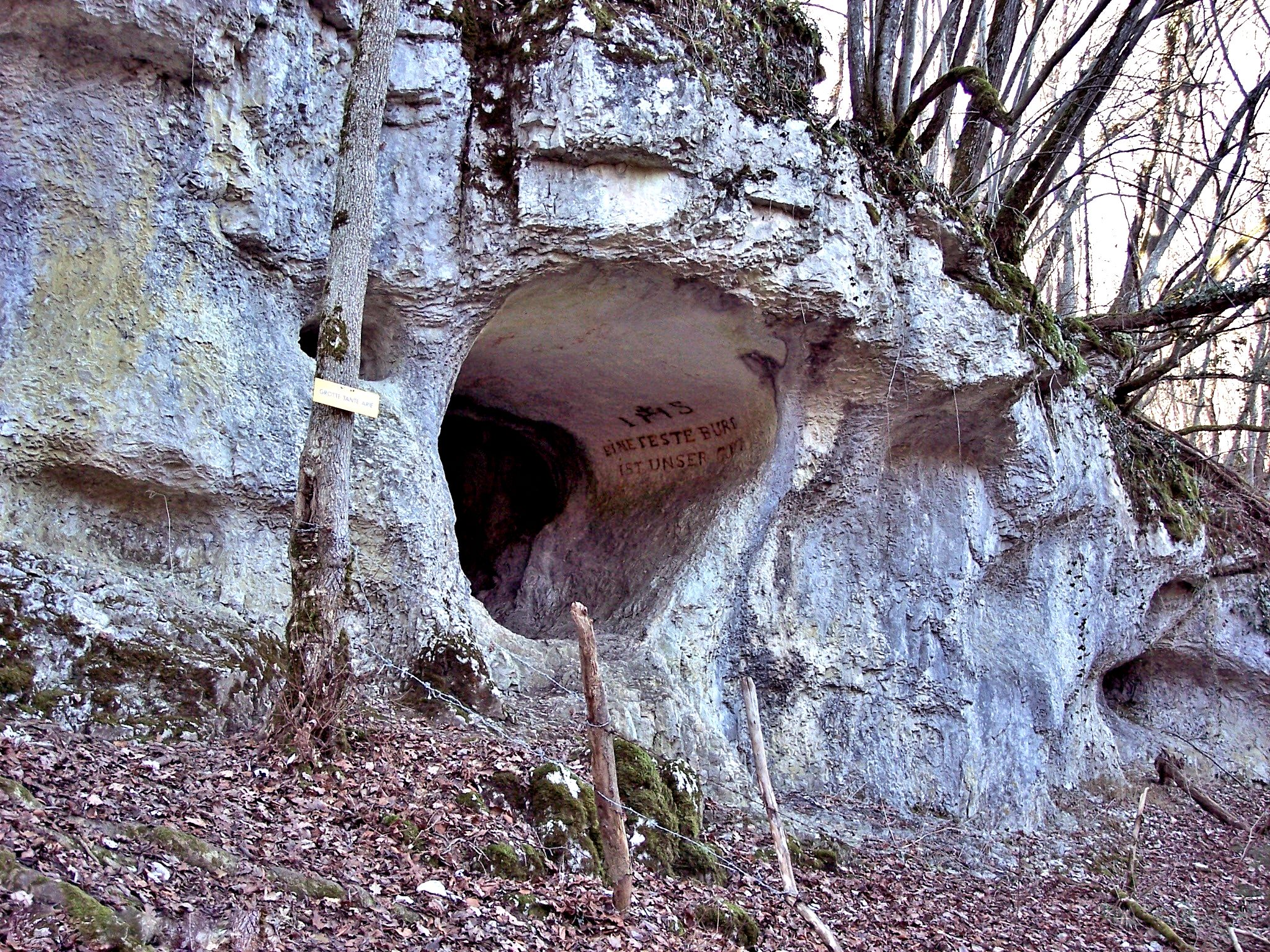
Грот тітоньки Арі

У гірській місцевості неподалік села П'єрфонтен-ле-Бламон (департамент Ду) знаходиться невелика печера, відома як «грот тітоньки Арі» (фр. Grotte de la tante Arie). Її глибина — 6 м, діаметр круглого вхідного отвору — 2 м. Праворуч біля входу розташований напис німецькою — цитата з гімну Мартіна Лютера: «Ein feste Burg ist unser Gott» («Господь — непорушна фортеця») і христограма IHS зі знаком хреста; ліворуч — дата «1855». Напис залишили німецькі студенти, які навчалися неподалік в протестантському училищі. Печера доступна для огляду; її відвідування передбачає низка туристичних маршрутів.